# ステファン・ヴァリン
ステファン・ヴァリン（フィンランド語: Stefan Wallin、1967年6月1日 - ）は、フィンランドの政治家。スウェーデン人民党元党首。

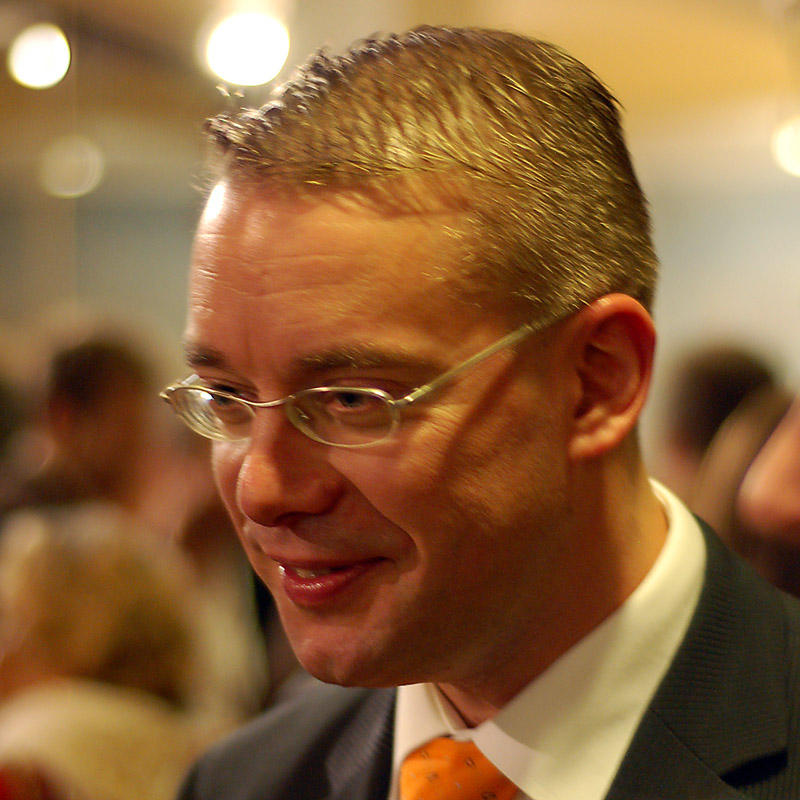
ステファン・ヴァリン（2006年）